# Lukas Klemenz
Lukas Klemenz (Nuova Ulma, 24 settembre 1995) è un calciatore polacco, difensore del GKS Katowice.

## Biografia
Nato in Germania da padre afroamericano e madre polacca, dopo tre mesi dalla nascita si trasferisce in Polonia, stabilendosi nella cittadina di Głogówek.

## Caratteristiche tecniche
È un difensore centrale dotato di un fisico molto possente, abile nel duello e nella marcatura a uomo.

## Carriera

### Club
Giovanissimo inizia a giocare per la squadra giovanile dello Sparta Prudnik. Ha inoltre militato, sempre a livello giovanile, nel Fortuna Głogówek e nel Pomologia Prószków, prima di trasferirsi all'Odra Opole, ai tempi militante in III liga, quarto livello del calcio polacco. Con i rossoblu gioca due stagioni, collezionando 9 presenze, prima di trasferirsi in Francia al Valenciennes. Dopo appena un anno e mezzo torna in Polonia, firmando con il Korona Kielce.
Resta in giallorosso appena sei mesi tuttavia, prima di firmare con il Belchatow. Qua, realizza il suo primo gol in Polonia, nella trasferta vinta 0-2 sul campo dello Stomil Olsztyn. Nel 2016-2017 cambia nuovamente squadra, passando all'Olimpia Grudziądz, militante come la precedente formazione in I liga (secondo livello del calcio polacco). Le sue buone prestazioni, convincono il Katowice ad acquistarlo, e appena una stagione dopo torna in Ekstraklasa firmando con lo Jagiellonia.
La sua avventura a Białystok dura appena sei mesi tuttavia, poiché nel febbraio 2019 firma per il Wisła Kraków assieme al compagno di squadra Łukasz Burliga. Dopo aver cambiato cinque squadre in quattro stagioni trova più continuità con la Biała Gwiazda, giocando al centro della difesa titolare e venendo riconfermato anche per le stagioni successive.
Il 22 gennaio 2021 si trasferisce all'Honvéd, firmando un contratto biennale, esordendo il 6 febbraio nella partita persa 2-1 contro il Mezőkövesd-Zsóry. Nel campionato seguente il 1º ottobre segna la sua prima rete con il club di Kispest, dando il via alla rimonta nel match che terminerà poi 2-1 a favore della sua squadra ai danni del Kisvárda. Al termine della stagione successiva culminata con la retrocessione in seconda divisione, torna in Polonia firmando per il Górnik Łęczna.

### Nazionale
Inizia la trafila con la nazionale polacca nel 2010 quando viene convocato dall'Under-15, nello stesso anno fa parte anche dell'Under-16. Successivamente gioca tre partite tutte amichevoli con l'Under-17. Nel 2013 il CT Marcin Sasal lo convoca prima con l'Under-18 facendogli giocare tre partite e poi con l'Under-19 divenendo un punto fermo per la difesa nel biennio 2013-14. Nel settembre 2014 viene convocato dal CT Marcin Dorna con l'Under-20 divenendo anche in questa nazionale giovanile diviene un titolare per la difesa, giocando anche l'Elite League e raccogliendo in tutto 8 presenze, rimanendo fino al 2016. Sempre nel 2016 viene convocato dall'Under-21 per alcuni match amichevoli, rimanendo tuttavia in panchina.

## Statistiche

### Presenze e reti nei club
Statistiche aggiornate al 20 ottobre 2021.
| Stagione              | Squadra               | Campionato            | Campionato | Campionato | Coppe nazionali | Coppe nazionali | Coppe nazionali | Coppe continentali | Coppe continentali | Coppe continentali | Altre coppe | Altre coppe | Altre coppe | Totale | Totale |
| Stagione              | Squadra               | Comp                  | Pres       | Reti       | Comp            | Pres            | Reti            | Comp               | Pres               | Reti               | Comp        | Pres        | Reti        | Pres   | Reti   |
| --------------------- | --------------------- | --------------------- | ---------- | ---------- | --------------- | --------------- | --------------- | ------------------ | ------------------ | ------------------ | ----------- | ----------- | ----------- | ------ | ------ |
| 2011-2012             | Odra Opole            | 3.L                   | 2          | 0          | -               | -               | -               | -                  | -                  | -                  | -           | -           | -           | 2      | 0      |
| 2012-2013             | Odra Opole            | 3.L                   | 7          | 0          | -               | -               | -               | -                  | -                  | -                  | -           | -           | -           | 7      | 0      |
| Totale Odra Opole     | Totale Odra Opole     | Totale Odra Opole     | 9          | 0          |                 | -               | -               |                    | -                  | -                  |             | -           | -           | 9      | 0      |
| 2013-2014             | Valenciennes B        | CFA2                  | 13         | 1          | -               | -               | -               | -                  | -                  | -                  | -           | -           | 12          | 1      |        |
| 2014-gen. 2015        | Valenciennes B        | CFA2                  | 3          | 0          | -               | -               | -               | -                  | -                  | -                  | -           | -           | 3           | 0      |        |
| Totale Valenciennes B | Totale Valenciennes B | Totale Valenciennes B | 16         | 1          |                 | -               | -               |                    | -                  | -                  |             | -           | -           | 16     | 1      |
| gen.-giu. 2015        | Korona Kielce         | EK                    | 10         | 0          | CP              | -               | -               | -                  | -                  | -                  | -           | -           | -           | 10     | 0      |
| 2015-2016             | GKS Bełchatów         | 1.L                   | 22         | 1          | CP              | 2               | 0               | -                  | -                  | -                  | -           | -           | -           | 24     | 1      |
| 2016-2017             | Olimpia Grudziądz     | 1.L                   | 21         | 1          | CP              | 1               | 0               | -                  | -                  | -                  | -           | -           | -           | 22     | 1      |
| 2017-2018             | GKS Katowice          | 1.L                   | 27         | 2          | CP              | 1               | 0               | -                  | -                  | -                  | -           | -           | -           | 28     | 2      |
| 2018-gen. 2019        | Jagiellonia           | EK                    | 7          | 1          | CP              | 3               | 0               | UEL                | 0                  | 0                  | -           | -           | -           | 10     | 1      |
| gen.-giu. 2019        | Wisła Cracovia        | EK                    | 10         | 0          | CP              | -               | -               |                    | -                  | -                  |             | -           | -           | 10     | 0      |
| 2019-2020             | Wisła Cracovia        | EK                    | 33         | 1          | CP              | 0               | 0               |                    | -                  | -                  |             | -           | -           | 33     | 1      |
| 2020-gen. 2021        | Wisła Cracovia        | EK                    | 4          | 0          | CP              | 0               | 0               |                    | -                  | -                  |             | -           | -           | 4      | 0      |
| Totale Wisla Cracovia | Totale Wisla Cracovia | Totale Wisla Cracovia | 47         | 1          |                 | 0               | 0               |                    | -                  | -                  |             | -           | -           | 47     | 1      |
| gen.-giu. 2021        | Honvéd                | NBI                   | 6          | 0          | MK              | 2               | 0               | UEL                | -                  | -                  | -           | -           | -           | 8      | 0      |
| 2021-2022             | Honvéd                | NBI                   | 17         | 1          | MK              | 1               | 0               | -                  | -                  | -                  | -           | -           | -           | 18     | 1      |
| 2022-2023             | Honvéd                | NBI                   | 10         | 0          | MK              | 1               | 0               | -                  | -                  | -                  | -           | -           | -           | 11     | 0      |
| Totale Honvéd         | Totale Honvéd         | Totale Honvéd         | 33         | 1          |                 | 4               | 0               |                    | -                  | -                  |             | -           | -           | 37     | 1      |
| Totale carriera       | Totale carriera       | Totale carriera       | 192        | 8          |                 | 11              | 0               |                    | 0                  | 0                  |             | -           | -           | 203    | 8      |